# Иган, Уильям Аллен
Уильям Аллен Иган (англ. William Allen Egan, 8 октября 1914 года — 6 мая 1984 года) — американский политик. Иган стал первым губернатором штата Аляска и проработал на этой должности с 3 января 1959 года по 1966 год. Через четыре года снова занял эту должность и занимал этот пост с 1970 года по 1974 год. Иган является одним из двух губернаторов в истории Аляски, родившихся на территории штата.

## Детство и юность
Иган вырос в семье шахтеров, в городе Валдиз на Аляске. Его воспитывала мать, а отец погиб во время снежной лавины в 1920 году. С 10 лет Иган работал на местном консервном заводе, помогая содержать свою бедную семью. Благодаря отсутствию законов о вождении на Аляске в 1920-е годы, Иган научился водить машину в раннем возрасте, занимаясь перевозкой туристов в летние месяцы. К 14 годам Иган уже водил самосвалы для Дорожной комиссии Аляски. После окончания школы в 1932 году он начал интересоваться политикой.
Энтони Даймонд, крестный отец Игана, баллотировался в том же году в Палату представителей США и выиграл выборы, познакомив при этом Игана с территориальной и федеративной политикой.

## Политическая карьера
Следуя по стопам своего крестного отца, Иган успешно баллотировался в качестве кандидата от Демократической партии от Валдиза в Палату представителей территории Аляски в 1940 году и занимал этот пост до 1945 года. Он выиграл еще три срока в Палате представителей с 1947 по 1953 год. В 1940 году Иган женился, а в 1947 году у них родился сын Дэннис. Во время Второй мировой войны Иган продолжил свою политическую карьеру. Будучи членом Палаты представителей, Иган был избран мэром Валдиза в 1946 году. В 1953 году Иган был избран в Сенат территории Аляска.

### Конституция Аляски
В 1955 году Законодательное собрание Аляски распорядилось создать конституцию штата, пригодную для утверждения Конгрессом. Иган был избран руководителем разработки нового документа. В 1958 году Конституция Аляски была направлена на референдум, а позже успешно прошла голосование в Конгрессе. После этого президент Дуайт Эйзенхауэр подписал закон о государственности Аляски.

### Пост губернатора
Иган решил баллотироваться на пост первого губернатора штата Аляска ещё до 3 января 1959 года — официального дня, когда Аляска станет штатом. Он выиграл гонку и руководил переходом бюрократии территории Аляски в правительство штата. Иган поощрял инвестиции в новый штат США, а после Великого Аляскинского землетрясения 1964 года Иган руководил восстановительными работами.
Иган потерпел поражение на выборах в 1966 году, однако снова был избран в 1970 году. В конце 1973 года президент Ричард Никсон подписал закон о разрешении строительства Трансаляскинского трубопровода.

## Поздняя жизнь
После ухода с поста губернатора в 1974 году Иган также ушел из общественной и политической жизни. Он умер через 10 лет 6 мая 1984 года в возрасте 69 лет от рака легких.